# Phaius indigoferus
Phaius indigoferus là một loài thực vật có hoa trong họ Lan. Loài này được Hassk. miêu tả khoa học đầu tiên năm 1842.